# Condados históricos de Gales
Los condados históricos de Gales son trece unidades administrativas del País de Gales existentes entre 1889 y 1974.
|  | - Monmouthshire (Sir Fynwy) - Glamorgan (Sir Forgannwg or Morgannwg) - Carmarthenshire (Sir Gaerfyrddin or Sir Gâr) - Pembrokeshire (Sir Benfro) - Cardiganshire (Sir Aberteifi or Ceredigion) - Brecknockshire (Sir Frycheiniog) - Radnorshire (Sir Faesyfed) - Montgomeryshire (Sir Drefaldwyn) - Denbighshire (Sir Ddinbych) - Flintshire (Sir y Fflint) - Merionethshire (Sir Feirionnydd or Meirionnydd) - Caernarvonshire (Sir Gaernarfon) - Anglesey (Sir Fôn) |

Algunas de ellas siguen siendo condados en cuanto autoridad unitaria, como Monmouthshire, Denbighshire y Flintshire.

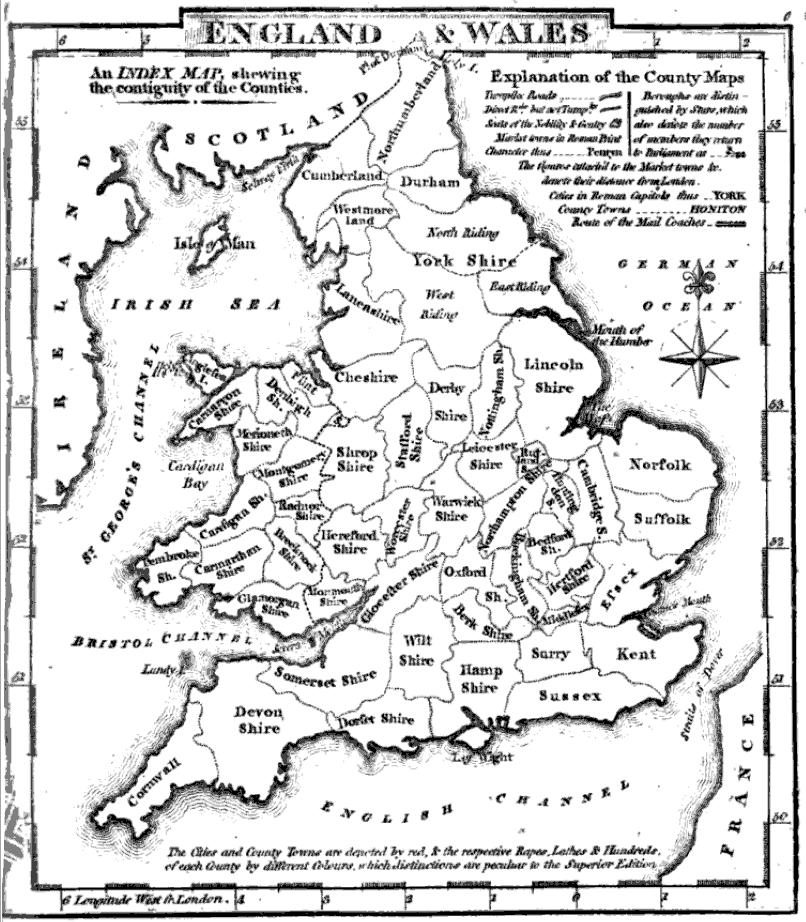
Condados históricos de Gales en un mapa de Inglaterra y Gales de 1824.